# Raxina
Raxina es una variedad cultivar de manzano (Malus domestica) Esta manzana es originaria de Asturias, ha sido obtenida por el SERIDA mediante el cruce de las variedades 'Raxao' x 'Florina'. Está cultivada en la colección repositorio de variedades de manzanos del Banco Nacional de Germoplasma de la Estación de Villaviciosa.

## Historia
La variedad de manzana 'Raxina' fue la primera obtenida en el SERIDA por el cruce de dos variedades 'Raxao' x 'Florina' en 1989, gracias al equipo de Enrique Dapena.
Su obtención responde a la demanda del sector de manzanas dulces.
De esta variedad se han seleccionado tres tipos:
- 'Raxina 8', que es la más temprana.
- 'Raxina 16', que por sus características se está estudiando en ser incluida prontamente dentro de las variedades acogidas a la DOP Sidra de Asturias.
- 'Raxina 30', que es la variedad con un toque más ácido.[4]

## Características
El manzano de la variedad 'Raxina' tiene un vigor elevado. 
Las nuevas variedades seleccionadas de mejoras genéticas que además de ser más fuertes ante posibles problemas fitosanitários tienen una producción más regular contrarrestando la característica vecería de su progenitor.

## Rendimientos de producción
Es de destacar los buenos resultados que se han obtenido al utilizar la manzana 'Raxina 16' en la elaboración de sidra, y tiene poca acidez.

## D.O.P.Sidra de Asturias
La Denominación de Origen Protegida (D.O.P.) sidra de Asturias se ha de elaborar exclusivamente con manzanas procedentes de parcelas asturianas inscritas en el “Consejo Regulador de la Denominación de Origen”, que es el organismo oficial que según el artículo 10 del reglamento (CEE 2081/92) acreditado para certificar que una sidra cumpla los requisitos establecidos en su reglamento para ser “Sidra de Asturias”.
En la actualidad (2018) cuenta con 31 lagares, 322 cosecheros y 843 hectáreas registradas y auditadas.
La variedad 'Raxina 16' se está estudiando su inclusión como una de las variedades de la (D.O.P.) sidra de Asturias.

## Sensibilidades
- Pulgón: no presenta
- Moteado: no presenta
- Fuego bacteriano: ataque débil
- Oidium: ataque débil.[7][5][8]